# Stuwrecht

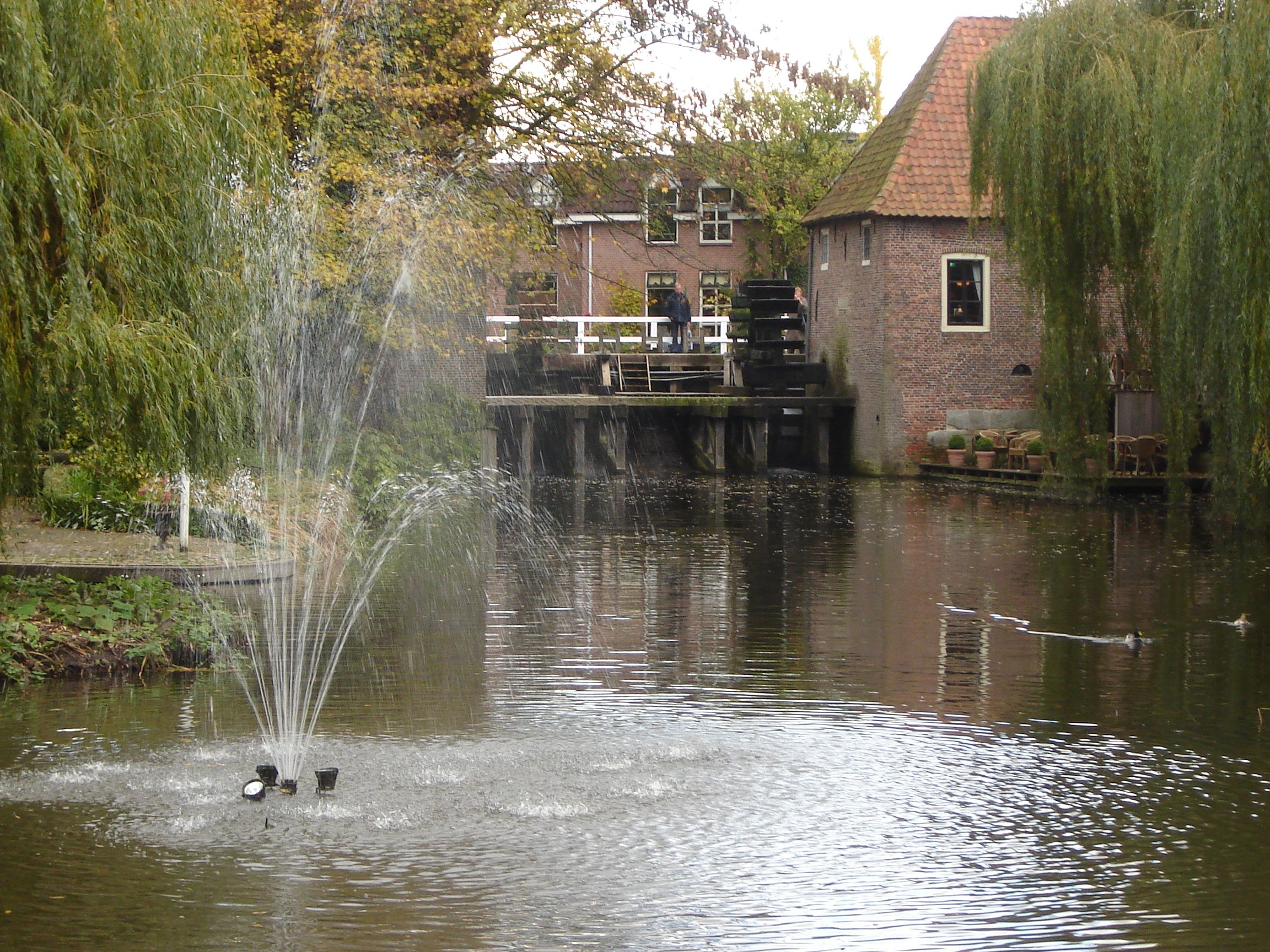
Stuwvijver watermolen Borculo (fontein is uit moderne tijden ...

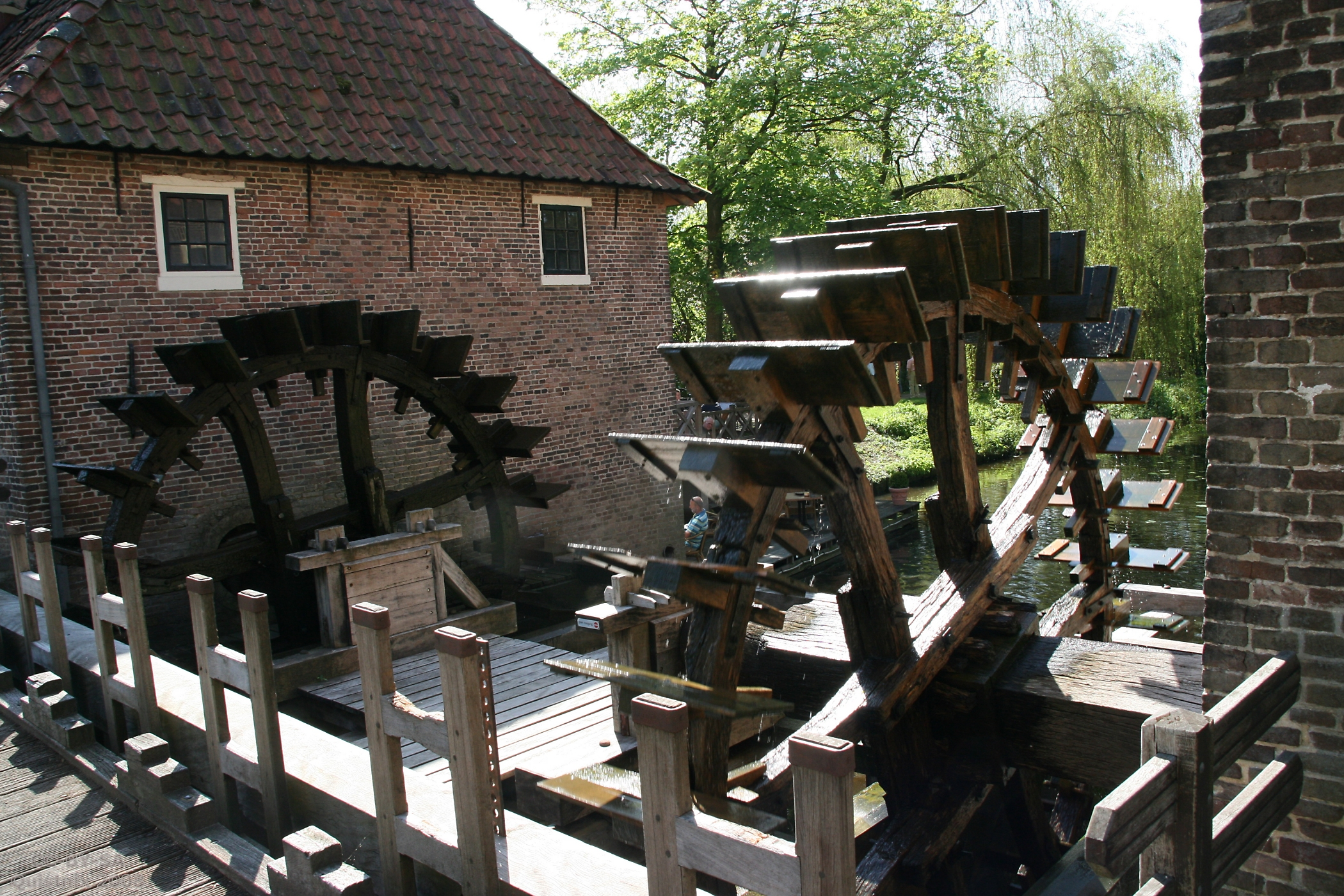
Watermolen in Borculo, ooit een heerlijkheid - De Stenen Tafel en waterraden beid molens

Het stuwrecht is het recht om water van een beek op te stuwen tot een door de rechthebbende gewenst peil en dit water vervolgens te gebruiken voor aandrijving van een machine of om het aan de gewone loop van een beek te onttrekken. Het gebruik van water kan ook los van het stuwrecht vastgelegd zijn in het waterrecht en het hebben van een water- of windmolen kan vastgelegd zijn (geweest) in het molenrecht.
Het stuwrecht is vooral bij watermolens een wenselijke genotsrecht, omdat door de stuwing van het water het peil hoger komt te staan waardoor het water meer kracht heeft en boven op het rad gebracht kan worden met een bovenslagmolen. Vaak zijn daarvoor een molentakken en/of stuwvijvers aangelegd.

## Geschiedenis
Heel vroeger, nog voor de middeleeuwen met hun feodaliteit, konden bewoners van een streek meestal vrijelijk een watermolen op een beek aanleggen met de daarbij horende stuw- en sluiswerken, zolang men anderen geen schade liet lijden. De regels waren gegeven in het plaatselijke gewoonterecht of door vaste gebruiken.
Vanaf de vroege middeleeuwen kwam het uitlenen van grond in zwang in ruil voor vergoedingen in geld of natura. Leenrecht was in het latijn feudum, daar kwam het begrip feodaal stelsel vandaan. Eigenaren van grond begonnen de rechten die ze als eigenaar hadden, tegen een vooraf afgesproken vergoeding of wederdienst in leen uit te geven aan anderen, te verlenen. Het meest uitgebreide recht was het algehele gebruiksrecht op de grond, maar er werden ook allerlei deelrechten verleend, zoals het vis- en jachtrecht, het land- en bosbouwrecht, tolrecht, marktrecht etc. Tot zulke rechten hoorde ook het stuwrecht en het molenrecht, vaak gebeurde dit ook in combinatie met molendwang, bewoners uit de omgeving mochten alleen bij deze molen graan laten malen, hout laten zagen enz. De molenaar betaalde de heer een vergoeding per eenheid gemalen graan of gezaagd hout.
Het was aan de eigenaar van de grond, of aan degeen die de grond in leen had, of het nodig was voor dit recht een vergoeding te betalen. Soms werden rechten verleend met een ander doel dan inkomsten te genereren, zoals bijvoorbeeld goede werklui aan te trekken, of de streek aantrekkelijk te maken voor mensne uit andere streken om er zich te vestigen. Ook het waterrecht en het stuwrecht werden door een landheer verleend.